# Bangabandhu-1
Bangabandhu-1 (BD-1) ist der erste Kommunikationssatellit für Bangladesch.
Er wurde am 11. Mai 2018 um 20:14 UTC beim ersten Start einer Falcon-9-Block-5-Trägerrakete vom Raketenstartplatz Kennedy Space Center in eine geostationäre Umlaufbahn gebracht.
Der dreiachsenstabilisierte Satellit ist mit 26 Ku-Band- und 14 C-Band-Transpondern ausgerüstet und soll von der Position 119,1° Ost aus Bangladesch und den ganzen südostasiatischen Raum mit Telekommunikationsdienstleistungen versorgen. Er wurde auf Basis des Satellitenbusses Spacebus 4000B2 der Thales Alenia Space gebaut und besitzt eine geplante Lebensdauer von 15 Jahren. Der Vertrag zum Bau des Satelliten der Bangladesh Telecommunication Regulatory Commission (BTRC) wurde im November 2015 mit Thales abgeschlossen.

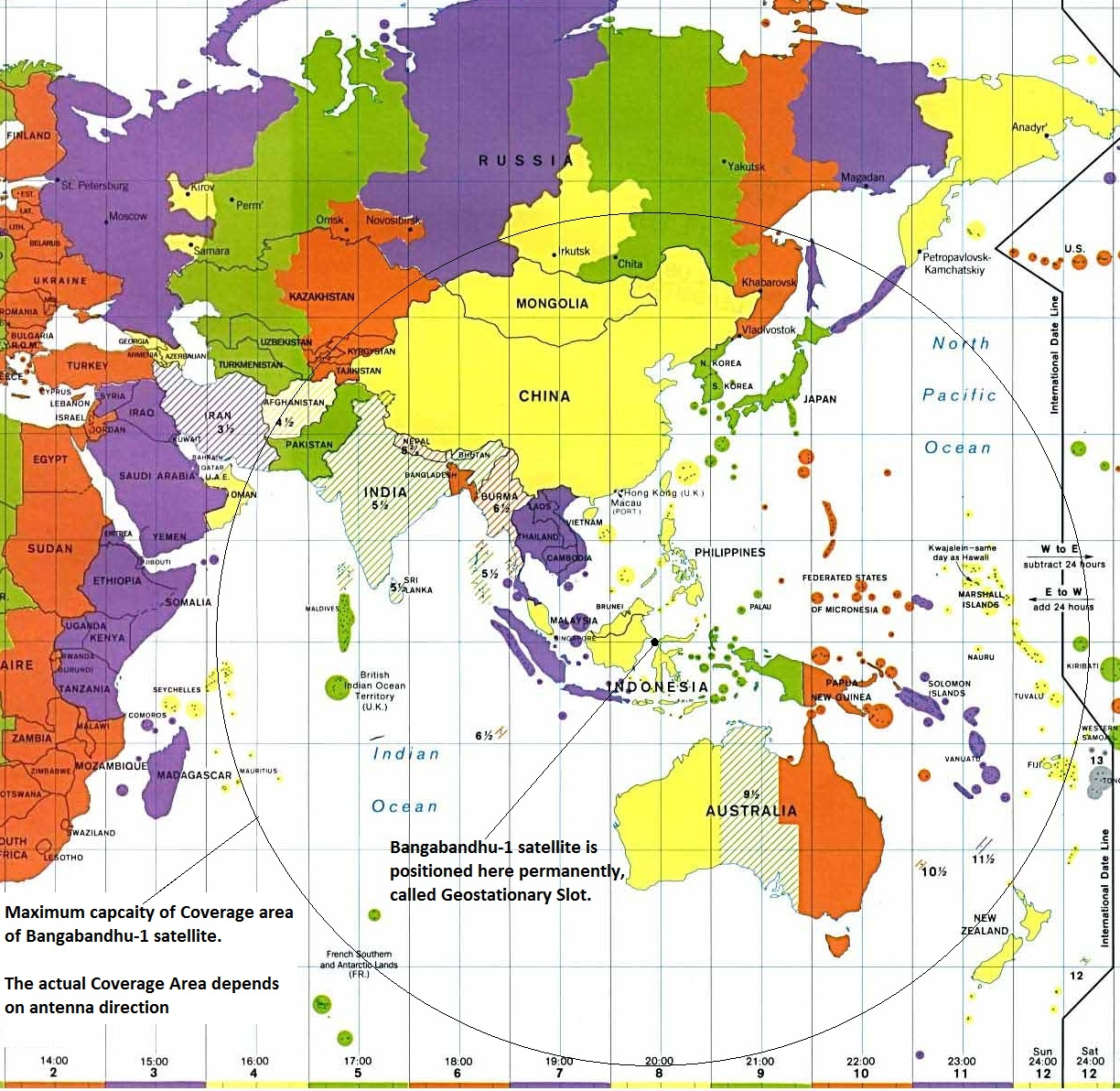
Position und Reichweite des Satelliten